# Come Over (Estelle)
Come Over è un brano della cantante inglese Estelle, pubblicato come quinto singolo estratto dall'album Shine.
Un remix del brano, che vede la partecipazione del cantante reggae Sean Paul, è stato distribuito per il download digitale e per l'airplay radiofonico.

## Video musicale
Il video prodotto per il remix di Come Over è stato girato nella settimana del 2 ottobre ed è stato diretto da Lil X.

## Classifiche
| Classifica (2008)                     | Posizione più alta |
| ------------------------------------- | ------------------ |
| Turchia                               | 19                 |
| Austria                               | 55                 |
| U.S. Billboard Hot R&B/Hip-Hop Songs  | 56                 |
| U.S. Billboard Rhythmic Top 40        | 28                 |
| U.S. Billboard Mainstream R&B/Hip-Hop | 39                 |
| U.S. Billboard Pop 100                | 98                 |